# M.C.202 Folgore
A Macchi M.C.202 Folgore (Villám) egy második világháborús olasz vadászrepülőgép volt. A gépet a Macchi Aeronautica vállalat gyártotta a Regia Aeronautica (RA, Olasz királyi légierő) számára. A repülőgépet a Macchi részére Mario Castoldi tervezte, innen a géptípus jelében az M.C. betűk. A Folgore, a tengelyhatalmak egyik legkiválóbb vadászgépe, a Macchi M.C.200 ''Saetta'' továbbfejlesztése volt, nagy teljesítményű Daimler–Benz DB 601 motorral és különlegesen áramvonalas sárkánnyal.
A Folgore 1941 júliusában állt szolgálatba és azonnal hatékonynak bizonyult a közelharcban. Clive Caldwell ausztrál ász pilóta, aki egy sor német, olasz és japán vadászgépet próbált ki a háború alatt, kijelentette, hogy az M.C.202 az egyik legjobb és leginkább alul értékelt vadászgép volt. Ennek ellenére ennek a repülőgépnek is voltak hibái, elődjéhez hasonlóan hajlamos volt veszélyes dugóhúzóba esni. A gép fegyverzete gyenge volt, a két géppuskája gyakran elakadt. A rádiója megbízhatatlan volt, a pilótákat gyakran kényszerítette arra, hogy szárnyuk billegtetésével kommunikáljanak. Az oxigénellátó rendszer elégtelenül működött, a pilóták egy része gyakran nem tudta végrehajtani feladatát, sőt néha baleseteket is okozott.

## Fejlesztés

A Folgore első prototípusa.

Az olasz katonai hatóságok a csillagmotorok alkalmazása mellett döntöttek, ennek következtében az 1930-as évek második felére az olasz repülőgépipar lemaradt a nagy teljesítményű folyadékhűtésű soros motorok fejlesztésében. Ez arra kényszerítette a Macchi céget, hogy új erőforrást keressen az öreg Fiat A.74 csillagmotor helyett az M.C.200 vadászgépéhez. 1941-re ez a repülőgép két 12,7 mm űrméretű géppuskájával és 504 km/h-s legnagyobb sebességével elavulttá vált. A helyzet megoldása képen 1939 novemberében az Alfa Romeo licencet vásárolt a német Daimler–Benz DB 601A 864 kW (1175 LE) teljesítményű, folyadékhűtéses, feltöltött, lógó 12 hengeres, "V" elrendezésű motorjára. A hajtóművet az olasz gyár R.A. 1000 RC41I vagy RC44I "Monsone" típusjel alatt gyártotta és az új, sorozatgyártású M.C.202 vadászgépbe tervezték beépíteni.
Az új vadászgép örökölte elődjétől a szárnyat, a függőleges és vízszintes vezérsíkot és a futóművet, ehhez és az egyelőre importált német motorhoz tervezte Mario Castoldi a teljesen új, áramvonalas törzset. A gép tervezése 1940 januárjában kezdődött, és alig hét hónappal később, 1940. augusztus 10-kén először szállt fel a prototípus, két hónappal Olaszország hadba lépése után.
Az első próbáktól kezdve nyilvánvaló lett, hogy az M.C.202 kitűnő konstrukció lett elsősorban a DB 601 hajtómű révén. A próbák eredménye azt mutatta, hogy az olasz gépek felveszik a versenyt a német és angol vadászgépekkel. A prototípus néhány vonatkozásban különbözött a sorozatgyártású gépektől. A kabintető ablakai, a feltöltő kompresszor légbeömlése módosult, a prototípus behúzható farokkerékkel készült, ezt a sorozatban gyártott gépeken merevre cserélték.
A prototípust Guidoniában, a Regia Aeronautica kísérleti repülőterén próbálták ki. A berepülőpilóták lelkesen nyilatkoztak a gépről. 603 km/h sebességet mértek, az 5486 m magasságot 6 perc alatt érte el és csak keveset veszített az M.C.200 fordulékonyságából. Másik értéke a különösen erős konstrukciójú sárkány volt, ami lehetővé tette a meredek szögben végrehajtott zuhanórepülést.
Az eredményes berepülést követően az M.C.202 vadászgép sorozatgyártását azonnal megrendelték, és az első példányok 1941 májusában el is készültek. A szerkezet bonyolultsága nem nagyon alkalmazkodott a tömeggyártáshoz, és ezért jóval kevesebb gép készült el, mint a hasonló Bf 109E/F típusból, melynek gyártási munkaigényét 4500-6000 órára becsülték, míg a Macchi előállítása 22 000 órát vagy még többet igényelt.
Összehasonlítva a Reggiane Re.2001 repülőgéppel, a másik olasz nagy sorozatban gyártott DB 601 motorral hajtott vadászgéppel, az M.C.202 gyártási programja vontatottabban haladt annak ellenére, hogy előállítási költsége kisebb volt (525 000 líra 600 000 lírával szemben), és riválisához képest gyorsabb és könnyebb (2460 kg 3240 kg-mal szemben) is volt. A gépet a Macchi mellett a milánói Breda és a SAI-Ambrosini is gyártotta.

## A konstrukció

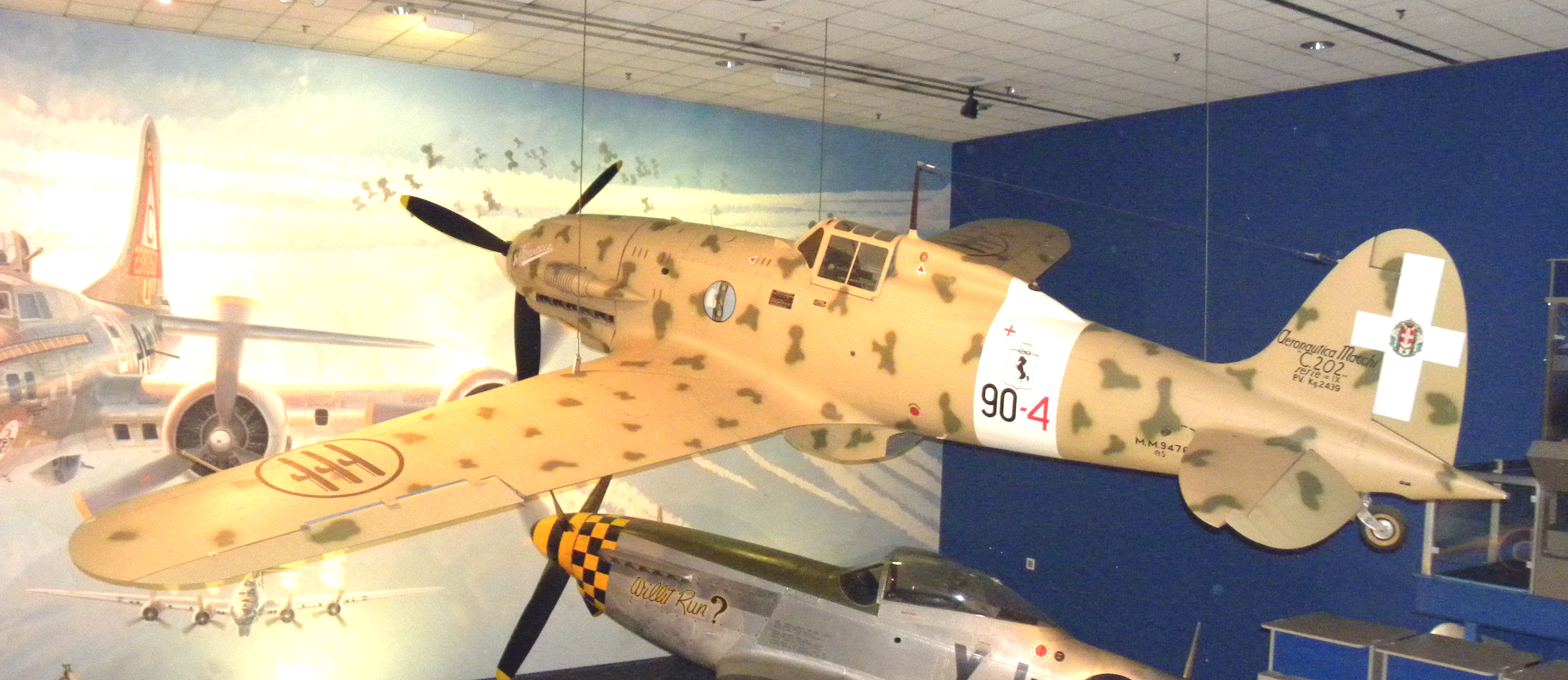
M.C.202 a Smithsonian Air & Space Museum, Washington, D.C. kiállításán

Castoldinak komoly előtanulmányokat jelentett a Macchi Schneider-kupára készített verseny-hidroplánjainak tervezése, utolsó munkája, a MC.72 ugyan nem nyerte el a kupát, de sebességi világrekordot ért el.
A szárny és a törzs szerkezete hagyományos fémszerkezet volt, szokásos függőleges és vízszintes vezérsíkot kapott, a szárny két főtartóval és 23 bordával készült. A csűrő, a magassági és oldalkormány-felületek fémépítésűek, de vászonborításúak voltak. A csűrőkön kívül az egész kilépőél mentén végigfutott a fémszerkezetű osztott ívelőlap. A futómű hagyományos elrendezésű, a két távolra elhelyezett főfutót hidraulikával lehetett a szárnyba behúzni, a farokkerék viszont nem volt behúzható. A C.200-hoz hasonlóan Castoldi a motor forgatónyomatékának ellensúlyozására a bal szárnyat 21 cm-rel szélesebbre tervezte. Mivel a szélesebb szárnyon nagyobb felhajtóerő ébredt, az ebből adódó nyomaték ellensúlyozta a légcsavar hatását.
A repülőgép üres tömege (körülbelül 2350 kg) a gyártás előrehaladtával folyamatosan nőtt, bár a gép könnyebb volt, mint sok egykori vadászgép. A gép fegyverzete gyengébb volt a korabeli gépekhez képest, mindössze két Breda gyártmányú 12,7 mm kaliberű géppuskával szerelték fel, mely a légcsavarkörön át tüzelt szinkronizáló szerkezet közbeiktatásával. A pilótafülkébe "San Giorgio" típusú tükrös célzóberendezés volt szerelve.
A törzs adott helyet a fegyverzetnek és az Alfa Romeo R.A. 1000 RC41I vagy RC44I "Monsone" motornak, mely a Piaggio P1001 háromlapátos állítható légcsavart hajtotta. A motor mögött és a géppuskák alatt volt egy 270 l-es öntömítő benzintank. Egy másik 80 l-es tank a pilótaülés mögött kapott helyet, míg a szárnytőben kétoldalt egy-egy 40 l-es tartályt is elhelyeztek, így összesen 430 l térfogatot tett ki.
A motor vízhűtője a törzs alatt közvetlenül a pilótaülésnél egy téglalap keresztmetszetű csatornában, az olajhűtő pedig az orr alatti áramvonalas burkolatban volt elhelyezve. A pilótaülés után a törzs ovális keresztmetszetű önhordó szerkezetként lett kialakítva, mely a rádiót, az oxigénpalackokat és a kormánymechanizmust tartalmazta. A pilótafülke nem volt túlnyomásos, az ülés hátulról páncélozott volt.
1941. augusztus 2-án Giulio Reiner, az egyik legtapasztaltabb berepülőpilóta 1078,27 km/h sebességet ért el a Folgore vadászgéppel zuhanórepülésben, a zuhanásból való kivételkor pedig 5,8 G gyorsulást mértek. A próba alatt azonban olyan erős rezgések léptek fel az egész gépen és a botkormányon, hogy a kormányok beszorultak, és a légcsavar tollai beékelődtek a legnagyobb kitéríti helyzetben.
A gép néhány hibája is azonnal megmutatkozott, így meredek zuhanásból kivételkor a futómű magától kinyílt, a géppuskafedél eltörött, a géppuskaszalagok összekuszálódtak, a légszűrő beömlése a motor rezgéseitől elnyíródott.

## Szolgálatban
A Folgore gyártása importált DB 601A motorokkal indult, mialatt az Alfa Romeo felkészült a licencmotorok előállítására. Mivel a hazai motorok szállítása elhúzódott, a Macchi néhány M.C.200 gépet az M.C.200-ashoz hasonlóan Fiat csillagmotorral szerelt fel. 1942 vége felé azonban a Folgore gépek számszerűen túlszárnyaltak minden más RA vadászgépet.
Az első példányok 1941. május-júniusban kerültek a repülőegységekhez, ahol a pilóták kiképzése folyt az új géptípusra. A kezdeti sok hiba és üzemzavar miatt azonban 1941 ősze lett, mire először bevetésre indulhattak. A Málta elleni támadás alatt került először bevetésre 1941. szeptember 29-30-án. A líbiai fronton novemberben jelentek meg az első gépek, a keleti fronton csak korlátozott számban vetették be 1941 és 1943 között M.C.200 Saetta vadászgépekkel vegyesen.
A Regia Aeronautica 1942. december 23-án kelt körlevelében elrendelte a szárny alatti ledobható benzintartályok alkalmazását a hatótáv növelése céljából a Pantelleria bázison állomásozó gépek számára.
A szövetségesekkel 1943-ban kötött fegyverszünet után az M.C.202 vadászgépeket már csak gyakorlógépként használták, két példány egészen 1947-ig szolgálatban volt.
A szövetséges pilóták, akik közelharcba kerültek a Folgoréval értékelték teljesítményét és fordulékonyságát. Általános vélemény szerint a gép felülmúlta a Hawker Hurricane és a Curtiss P-40 Kittyhawk vadászgépet, melyekkel először a líbiai fronton találkozott, és egyenértékűnek tartották a Spitfire Mk V brit géppel. Az olasz gép szűkebb fordulót tudott végrehajtani, de a Spitfire gyorsabban emelkedett. A gépet egyedül szegényes fegyverzete miatt érte kritika.
A gépek az észak-afrikai fronton a fegyverletételig harcoltak, majd Szicília védelmében is részt vettek a szövetséges partraszálló erők ellen. A keleti fronton a sztálingrádi csata után már nem vállaltak szerepet. A Független Horvát Állam légiereje 1944-ben kapott több új M.C.202-t.

## Üzemeltetők
- A Független Horvát Állam légiereje
- Luftwaffe (Wehrmacht) – 12 zsákmányolt gépet használt
- Regia Aeronautica
- Aeronautica Nazionale Repubblicana, az Olasz Szociális Köztársaság légiereje

## Műszaki adatok (C.202CB, IV-VIII sorozat)[18][19]
- Személyzet: 1 fő (pilóta)

### Méretek
- Hossz: 8,85 m
- Fesztáv: 10,58 m
- Magasság: 3,49 m
- Szárnyfelület: 16,82 m²

### Tömeg
- Üres tömeg: 2491 kg
- Legnagyobb felszálló tömeg: 2930 kg

### Hajtómű
- Típusa: Daimler–Benz DB 601 (Alfa Romeo R.A.1000 R.C.41I / R.C.44I) folyadékhűtésű lógó 12 hengeres V motor
- 1175 LE (864 kW) 2500 f/p fordulatszámon

### Repülési teljesítmény
- Legnagyobb sebesség: 600 km/h 5600 m magasan
- Hatótáv 765 km
- Csúcsmagasság: 11 500 m
- Emelkedési sebesség: 18,1 m/s

### Fegyverzet
- 2 × 12,7 mm Breda-SAFAT géppuska a motorburkolat alatt 360/400 lőszerrel
- 2 × 7,7 mm Breda-SAFAT géppuska a szárnyban 500 lőszerrel
- 2 × 50, 100, vagy 160 kg bomba
- 2 × 100 l kapacitású ledobható benzintartály